# اندیس بهاباد ۱
بهاباد ۱ یک اندیس فلزی است که در حوالی شهر بهاباد استان یزد قرار دارد و مادهٔ معدنی موجود در آن، مس است.  